# 宗孜寺
宗孜寺，又译“宗则寺”，位于西藏自治区拉萨市墨竹工卡县尼玛江热乡宗雪村，是一座藏传佛教直贡噶举派寺院。

## 简介
宗孜寺位于西藏自治区拉萨市墨竹工卡县尼玛江热乡宗雪村，海拔4000米。为藏传佛教直贡噶举派寺院。该寺由直贡噶举派第廿活佛白杰彭错创建。原来该寺有五层楼高，面积约2000柱，但在文化大革命时期被彻底摧毁。1983年，当地信众和原直贡梯寺高僧白桑、尊退重建宗孜寺。
宗孜寺的建筑沿着陡峭的山坡建造，红白相间，颇具气势。宗雪村前因建设直贡电站蓄水而形成水库湖泊，与寺院相映成趣，景色迷人。
2012年，该寺的僧人林旦被评为西藏自治区爱国守法先进僧尼。
林旦，男，藏族人，生于1944年，2012年时正在担任宗孜寺管理委员会常务副主任。他是宗孜寺活佛，制订了《宗孜寺民主管理委员会管理制度》及宗孜寺各项内部管理制度。